# Dutch Talent League
De Dutch Talent League (DTL) is de hoogste beloftencompetitie van de BNXT League, de hoogste basketbalcompetitie in Nederland. De Dutch Talent League wordt sinds het seizoen 2014-15 georganiseerd en is bedoeld voor de jeugdteams van de BNXT clubs. De competitie is bedoeld voor spelers jonger dan 22 jaar.

## Clubs (2022/23)
| Club                 |                  |
| -------------------- | ---------------- |
| Apollo Amsterdam     | Amsterdam        |
| Donar                | Groningen        |
| Yoast United         | Bemmel           |
| BAL                  |                  |
| Landstede Hammers    | Zwolle           |
| Rotterdam Basketbal  | Rotterdam        |
| Orange Lions Academy | Amsterdam        |
| Heroes Den Bosch     | 's-Hertogenbosch |
| UBALL                | Utrecht          |
| Almere Pioneers      | Almere           |
| Triple ThreaT        | Haarlem          |
| Hot Pepper Heat      | Zwanenburg       |
| Aris Leeuwarden      | Leeuwarden       |

## Winnaars
| Seizoen | Kampioen                     | Runner-up                    | Score                        |
| ------- | ---------------------------- | ---------------------------- | ---------------------------- |
| 2014/15 | Landstede Basketbal U221     |                              | –                            |
| 2015/16 | SPM Shoeters Den Bosch U22   | ZZ Leiden U24                | 58–54                        |
| 2016/17 | BAL U24                      | ZZ Leiden U24                | 70–49                        |
| 2017/18 | Apollo Amsterdam U24         | BAL U24                      | 78–68                        |
| 2018/19 | Apollo Amsterdam U22         | Donar U22                    | 80–66                        |
| 2019/20 | Afgelast door coronapandemie | Afgelast door coronapandemie | Afgelast door coronapandemie |
| 2020/21 | Afgelast door coronapandemie | Afgelast door coronapandemie | Afgelast door coronapandemie |
| 2021/22 | Apollo Amsterdam U22         | ZZ Leiden U22                | 74–73                        |

1 In het eerste seizoen was er nog geen final four en werd er geen officiële kampioen benoemd. Landstede Basketbal eindigde bovenaan de ranglijst.